# Fudbalski Klub Crvenka
Il FK Crvenka (in serbo ФК Црвенка?) è una società calcistica della Voivodina (Serbia) con sede a Crvenka. Attualmente milita nella Подручна лига Сомбор (PFL Sombor = lega regionale di Sombor), quinto livello del calcio serbo.

## Storia
La squadra è stata fondata nel 1919 come CSK (Crvenački Sportski Klub - Club Sportivo di Crvenka). Nel 1945 ha cambiato il nome in FK Spartakus. Nel 1962 si è fuso con un altro club cittadino, FK Jedinstvo, a formare il FK Crvenka. Immediata la vittoria nella Druga liga Vojvodine Sjever (Seconda Divisione della Vojvodina, girone Nord) e qualificazione per la Srpska Liga Nord, 3º livello calcistico; nel 1966 altro salto e raggiungimento della seconda divisione.
Tre anni in seconda serie e, nel 1970, il secondo posto nel girone nord garantisce la qualificazione ai play-off promozione dove, superando Rijeka e Sloga Kraljevo, conquista la promozione in Prva Liga. Categoria mantenuta per un solo anno: l'ultimo posto condanna il Crvenka alla immediata retrocessione.
Fino agli anni '90 la squadra rimane in Druga Liga, poi retrocede in terza divisione. Nel 2007 avviene un'altra retrocessione e da allora gioca nelle serie regionali.

### L'epoca d'oro
| Stagione  | Campionato                        | Liv.                   | Pos.                   | Note                                      |
| --------- | --------------------------------- | ---------------------- | ---------------------- | ----------------------------------------- |
| 1965-66   | Srpska Liga - Gir. Nord           | III                    | 1º                     | Promosso in Druga Liga                    |
| 1966-67   | Druga Liga 1966-1967 - Gir. Est   | II                     | 14º                    |                                           |
| 1967-68   | Druga Liga 1967-1968 - Gir. Est   | II                     | 9º                     |                                           |
| 1968-69   | Druga Liga 1968-1969 - Gir. Nord  | II                     | 2º                     | Perde gli spareggi-promozione             |
| 1969-70   | Druga Liga 1969-1970 - Gir. Nord  | II                     | 2º                     | Vince gli spareggi, promosso in Prva Liga |
| 1970-71   | Prva Liga 1970-1971               | I                      | 18º                    | Retrocede in Druga Liga                   |
| 1971-72   | Druga Liga 1971-1972 - Gir. Nord  | II                     | 2º                     | Perde gli spareggi-promozione             |
| 1972-73   | Druga Liga 1972-1973 - Gir. Nord  | II                     | 4º                     |                                           |
| 1973-74   | Druga Liga 1973-1974 - Gir. Ovest | II                     | 6º                     |                                           |
| 1974-75   | Druga Liga 1974-1975 - Gir. Ovest | II                     | 9º                     |                                           |
| 1975-76   | Druga Liga 1975-1976 - Gir. Ovest | II                     | 13º                    |                                           |
| 1976-77   | Druga Liga 1976-1977 - Gir. Ovest | II                     | 10º                    |                                           |
| 1977-78   | Druga Liga 1977-1978 - Gir. Ovest | II                     | 14º                    | Retrocede nella Vojvođanska Liga          |
| 1978-1984 | nella Vojvođanska Liga            | nella Vojvođanska Liga | nella Vojvođanska Liga | nella Vojvođanska Liga                    |
| 1983-84   | Vojvođanska Liga                  | III                    | 1º                     | Promosso in Druga Liga                    |
| 1984-85   | Druga Liga 1984-1985 - Gir. Ovest | II                     | 18º                    | Retrocede nella Vojvođanska Liga          |

- Il Crvenka si è qualificato solo una volta per la Coppa di Jugoslavia: nel 1979-80. All'epoca militava in 3ª divisione, è stata eliminata al primo turno da una squadra di 2ª.

| Squadra 1 | Risultato | Squadra 2           |
| --------- | --------- | ------------------- |
| Crvenka   | 0 – 2     | Radnički Kragujevac |

- Ecco la rosa che ha disputato la Prva Liga 1970-1971 (nome, presenze/reti):

Slobodan Jovanić 33/3; Milorad Basta 32/5; Jovica Bešlin 32/4; Ante Bačić 31/2; Ratko Svilar 31; Miloš Ostojić 28/2; Momčilo Jovović 27/2; Živica Kanački 26/3; Dragan Lečić 26/1; Ilić 26; Milan Živadinović 23/2; Petar Milovanović 17; Jaroslav Šanta 16;Rudolf Grgić 14; Čabarkapa 12/2; Radivoje Božičić 12/1; Dragan Budovački 11/1; Bleskanj 8; Viktor Savić 7; Rifat Adžulović 6; Golubović 3; B. Jovović 1; Borislav Pastor 1

### In Europa
Il Crvenka ha rappresentato la Jugoslavia nella Coppa dei Balcani del 1971. È stato eliminato dagli albanesi del Besa Kavajë (poi sconfitti in finale dai greci del Paniōnios).
| Squadra     | Pti | G | V | N | P | GF | GS | DR |
| ----------- | --- | - | - | - | - | -- | -- | -- |
| Besa Kavajë | 5   | 4 | 2 | 1 | 1 | 5  | 5  | 0  |
| Crvenka     | 4   | 4 | 1 | 2 | 1 | 7  | 6  | +1 |
| FK Etăr     | 3   | 4 | 1 | 1 | 2 | 6  | 7  | -1 |

| 14 aprile 1971 | FK Etăr     | 1–1 | Crvenka     |
| 28 aprile 1971 | Crvenka     | 4–2 | FK Etăr     |
| 5 maggio 1971  | FK Etăr     | 2–0 | Besa Kavajë |
| 2 giugno 1971  | Besa Kavajë | 2–1 | FK Etăr     |
| 23 giugno 1971 | Besa Kavajë | 1–0 | Crvenka     |
| 30 giugno 1971 | Crvenka     | 2–2 | Besa Kavajë |

### Storia recente
Questi sono i più recenti piazzamenti del Crvenka nei campionati serbi.
| Stagione | Campionato                                   | Liv. | Pos. | Note      |
| -------- | -------------------------------------------- | ---- | ---- | --------- |
| 2004-05  | Srpska liga - gir. Vojvodina                 | III  | 11º  |           |
| 2005-06  | Srpska liga - gir. Vojvodina                 | III  | 9º   |           |
| 2006-07  | Srpska liga - gir. Vojvodina                 | III  | 17º  | Retrocede |
| 2007-08  | Vojvođanska Liga, gir. Ovest                 | IV   | ?    |           |
| 2008-09  | Vojvođanska Liga, gir. Ovest                 | IV   | 17º  | Retrocede |
| 2009-10  | PFL Sombor                                   | V    | 2º   |           |
| 2010-11  | PFL Sombor                                   | V    | 8º   |           |
| 2011-12  | PFL Sombor                                   | V    | 1º   | Promosso  |
| 2012-13  | Vojvođanska Liga, gir. Ovest                 | IV   | 14º  | Retrocede |
| 2013-14  | PFL Sombor                                   | V    | 16º  | Retrocede |
| 2014-15  | Međuopštinska liga Sombor-Apatin-Kula-Odžaci | VI   | 5º   |           |
| 2016-17  | Međuopštinska liga Sombor-Apatin-Kula-Odžaci | VI   | 2º   |           |
| 2016-17  | MFL Sombor 1. razred                         | VI   | 2º   | Promosso  |
| 2017-18  | PFL Sombor                                   | V    |      |           |

## Palmarès

### Competizioni regionali
- Srpska liga Vojvodina: 2

1983-1984, 1991-1992

## Giocatori di rilievo
- Miljan Škrbić
- Ante Bačić
- Jovica Beslin
- Novak Čabarkapa
- Tibor Fehér
- Tibor Gemeri
- Rudolf Grgić
- Radivoje Božičić
- Milorad Basta
- Slobodan Jovanić
- Momčilo Jovović
- Petar Milovanović
- Savo Marić
- Miloš Ostojić
- Vasa Pušibrk
- Jaroslav Santa
- Ratko Svilar
- Zvonko Varga
- Nikola Miletić